# Hunter S. Thompson

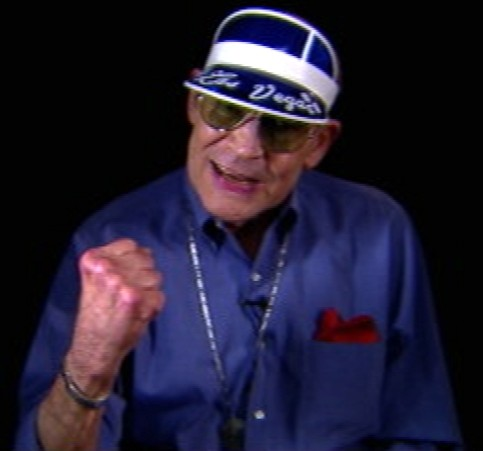
Hunter S. Thompson in Fuck film

Hunter Stockton Thompson (Louisville, 18 juli 1937 – Woody Creek, (Colorado), 20 februari 2005) was een Amerikaanse journalist en schrijver die zich onder andere bediende van het pseudoniem Raoul Duke. Hij wordt beschouwd als vertegenwoordiger van de New Journalism; zelf noemde hij het gonzojournalistiek.

## Biografie
Thompson werd geboren te Louisville (Kentucky). Hij groeide op in de Cherokee Triangle buurt in de Highlands en ging naar Louisville Male High School. Zijn ouders, Jack (overleden in 1952) en Virginia (overleden in 1999), trouwden in 1935. Door de dood van Jack werden hun drie zoons: Hunter, Davison en James opgevoed door hun moeder, een alcoholiste. Thompsons moeilijke jeugd en de invloed hiervan op zijn gedrag en de ontwikkeling van zijn misantrope wereldbeeld hebben weinig noemenswaardige literaire aandacht gehad.
Na vroege aanrakingen met de politie, waaronder een arrestatie in 1956 voor een overval, meldde hij zich als onderdeel van zijn straf bij de Amerikaanse Luchtmacht. Op Eglin Air Force Base in Florida begon hij in 1956 als sportjournalist te schrijven voor het nieuwsblad van de basis. In 1958 werd hij weggestuurd bij de luchtmacht. Hierna werkte Thompson kort als redacteur voor Time Magazine in New York.
Hunter S. Thompson reisde door Peru, Colombia en Brazilië. Hier schreef hij als freelance journalist artikelen voor  meerdere Amerikaanse kranten. In Puerto Rico werd hij bevriend met journalist William Kennedy en werd Zuid-Amerika-correspondent voor onder andere het tijdschrift The National Observer.
In 1966 trok hij een tijd op met een groep Californische Hells Angels. Hij schreef over hen een serie artikelen die in 1967 werd gebundeld onder de titel "Hell's Angels: A Strange and Terrible Saga Of The Outlaw Motorcycle Gangs".
Aan het eind van de jaren zestig ging hij als een van de eersten voor het nieuwe tijdschrift Rolling Stone werken. Zijn excentrieke levensstijl en schrijfstijl was een van de factoren achter het succes van "Rolling Stone". Thompson creëerde een geheel eigen journalistieke stijl met als voornaamste kenmerk dat hij niet zijn onderwerp maar zichzelf centraal stelde; hij noemde dit gonzojournalistiek, een in drugs gedrenkte variant van new journalism.
Zijn bekendste werk uit deze periode is Fear and Loathing in Las Vegas, and Other American Stories (1971), dat in 1998 door Terry Gilliam zou worden verfilmd met Johnny Depp en Benicio Del Toro. In 1972 schreef hij voor Rolling Stone een serie reportages over de Amerikaanse presidentsverkiezingen van 1972, waarbij hij nauw betrokken raakte bij het kamp van presidentskandidaat George McGovern. In de reportages vermengde Thompson heldere politieke analyses met woede en overdrijving. De uitslag van de verkiezingen voorspelde hij overigens verkeerd. Een jaar later werden de artikelen gebundeld onder de titel Fear and Loathing: On the Campaign Trail '72. Thompson schreef daarna uitvoerig over het Watergateschandaal (volgens hem was Gordon Liddy de fameuze Deepthroat) en steunde bij de daarop volgende presidentsverkiezingen van 1976 al vroeg de toen nog onbekende Jimmy Carter. Hij raakte bevriend met Carter met wie hij enkele zeer persoonlijke interviews maakte. Als buitenlandcorrespondent berichtte Thompson in 1983 over de invasie van de Amerikaanse mariniers in Grenada.
Thompson was moeilijk bij links of rechts in te delen. Hij was bevriend met Keith Richards, maar ook met Pat Buchanan en bestreed anderzijds tot zijn dood de regering-Bush met alle publicitaire middelen waarover hij beschikte.
Hij was lid van de National Rifle Association en hield ervan dat de gasten op zijn feestjes gewapend rondliepen. Toen hij in de jaren tachtig moest overschakelen van de typemachine op de computer zou hij het apparaat, dat hij jarenlang als de vijand had beschouwd, eerst hebben neergeschoten. In 2000 wilde Thompson met een geweer een beer van zijn terrein verjagen, maar schoot per ongeluk zijn assistente neer. Op 67-jarige leeftijd werd hij door het hoofd geschoten aangetroffen door zijn zoon Juan Thompson op zijn Owl Farm in Woody Creek bij Aspen (Colorado). Op grond van de schotwond oordeelde de politie dat er sprake was van zelfmoord. Thompsons laatste wens was dat hij zou worden gecremeerd en dat zijn as door middel van een kanon over het terrein bij zijn huis zou worden verstrooid, hetgeen op 16 augustus 2005 gebeurde.
Thompson werd, en wordt nog steeds, sinds 1974 gepersifleerd als het strip-personage "Uncle Duke" uit de in 1970 gestarte en al snel internationaal verspreide Amerikaanse krantenstrip Doonesbury van Garry Trudeau. Er is een documentairefilm op dvd uitgebracht over Thompsons leven tussen 1965 en 1975.

## Gonzojournalistiek
We're just gonna have to make it up along the way, pure gonzo journalism
Werkelijke gebeurtenissen en sociale -, en politieke analyses, zouden moeten worden vermengd met fictieve geschiedenissen en drugsvisioenen. Sommigen beschouwen zijn reportages over de Hell's Angels" als de eerste vormen van gonzo journalism. Deze zijn echter nog tamelijk traditioneel van opzet. Werkelijk los ging Thompson in Fear and Loathing in Las Vegas.